# Branislav Niňaj
Branislav Niňaj (* 17. května 1994, Bratislava) je slovenský fotbalový obránce, od léta 2015 hráč belgického klubu KSC Lokeren, od léta 2017 na hostování v tureckém týmu Osmanlıspor. V roce 2013 si připsal jeden start za slovenský fotbalový národní tým.

## Klubová kariéra
Svoji fotbalovou kariéru začal ve fotbalové akademii Jozefa Vengloše. Mezi jeho další angažmá patří: FC Petržalka 1898, ŠK Slovan Bratislava, KSC Lokeren, Osmanlıspor.
V sezóně 2012/13 získal se Slovanem Bratislava „double“, tzn. ligový titul a triumf v domácím poháru. V sezóně 2013/14 ligový titul se Slovanem obhájil. 5. července 2014 byl u výhry 1:0 nad MFK Košice ve slovenském Superpoháru.
V červnu 2015 se dohodl na čtyřleté smlouvě s belgickým týmem KSC Lokeren.
V srpnu 2017 odešel na hostování s opcí na přestup do tureckého prvoligového klubu Osmanlıspor z Ankary.

## Reprezentační kariéra
Niňaj působil v mládežnických reprezentacích Slovenska včetně týmu do 21 let. S ním vyhrál v září 2014 3. kvalifikační skupinu (zisk 17 bodů) před druhým Nizozemskem (16 bodů), což znamenalo účast v baráži o Mistrovství Evropy hráčů do 21 let 2015 v České republice. Na závěrečný šampionát konaný v České republice v létě 2015 se však Slovensko z baráže neprobojovalo.

Úspěšné tažení zažil až v následujícím kvalifikačním cyklu, v němž se slovenskou „jedenadvacítkou“ slavil v říjnu 2016 postup na Mistrovství Evropy 2017 v Polsku.
19. listopadu 2013 debutoval v A-mužstvu Slovenska pod trenérem Jánem Kozákem v přátelském utkání proti Gibraltaru, které mělo dějiště v portugalském Algarve ve městě Faro a bylo vůbec prvním oficiálním zápasem Gibraltaru po jeho přijetí za 54. člena UEFA v květnu 2013. V zápase se zrodila překvapivá remíza 0:0, za slovenský výběr nastoupili hráči z širšího reprezentačního výběru a také několik dalších debutantů. Branislav se dostal na hřiště v závěru utkání.